# 두브리치오
두브리치오(Dubricius), 뒤프리그는 기독교 역사상 초기 잉글랜드와 웨일스 지방의 주교이다.
잉글랜드 허포드셔 출신으로 웨일스와 잉글랜드에 수도원과 교회를 세워 교구를 조직하였다. 500년경에는 케얼레온의 주교로서 아서왕에게 대관식을 거행하고 522년 랜더프 교구의 초대 주교가 되었다.